# Tipula (Lunatipula) fuscicosta
Tipula (Lunatipula) fuscicosta is een tweevleugelige uit de familie langpootmuggen (Tipulidae). De soort komt voor in het Palearctisch gebied.